# توماسو بالدانزی
توماسو بالدانزی (انگلیسی: Tommaso Baldanzi؛ زادهٔ ۲۳ مارس ۲۰۰۳ بازیکن فوتبال است. همچنین وی را یکی از استعداد های برتر فوتبال میدانند که در سن ۲۱ سالگی به عنوان بازیکن فیکس برای  آ اس رم بازی  می‌کند.وی همچنین در تیم‌های ملی فوتبال زیر ۱۶ سال ایتالیا و زیر ۱۷ سال ایتالیاو زیر ۲۰ سال زیر۲۰ سال ایتالیا کرده‌است.